# Celenderi
Celenderi (in greco antico: Κελένδερις?) era una colonia greca della Cilicia.

## Storia
Pomponio Mela menziona che sia Celenderi che Nagido erano colonie di Samo. Secondo Strabone aveva un porto e si trovava nei pressi di Melania e di Holmos.
Fece parte della lega delio-attica visto che appare in un decreto ateniese del 425 a.C. Esistono monete d'argento coniate da Celenderi, a partire dal V secolo a.C., con l'iscrizione «ΚΕΛ», «ΚΕΛΕΝ» o «ΚΕΛΕΝΔΕΡΙΤΙΚΟΝ».
A Celenderi, che era una città fortificata, si rifugiò il console romano Gneo Calpurnio Pisone con le sue truppe dopo la morte di Germanico Giulio Cesare nell'anno 19. Da lì combatterono contro quelle di Gneo Senzio Saturnino con il quale si disputava il controllo sul contestato territorio della provincia romana di Siria. Infine Pisone consegnò le armi ed in cambio gli fu concesso un salvacondotto per tornare a Roma.